# Clonia Corona
La Clonia Corona è una struttura geologica della superficie di Venere.